# Сан-Мартино-ди-Кастроцца
Сан-Мартино-ди-Кастроцца (итал. San Martino di Castrozza, историческое нем. Sankt Martin am Sismunthbach) — горнолыжный курорт, фракция коммуны Примьеро-Сан-Мартино-ди-Кастроцца в провинции Тренто области Трентино-Альто-Адидже.

## География
Сан-Мартино-ди-Кастроцца расположена на высоте 1467 метров над уровнем моря, в долине Примьеро к западу от группы Пала и к югу от перевала Ролле. Посёлок окружают вершины Доломитовых Альп, самые высокие из которых — Веццана и Чимон-делла-Пала. Из посёлка видны многочисленные вершины гор: большой хребет Пале-ди-Сан-Мартино с Чимон-делла-пала, Веццана (видимая из области перевала Ролле или с плато Пале), Розетта, Сасс-Маор, вершины Валь-ди-рода, вершина Мадонны, а с другой стороны — более пологий рельеф Каваллазцы и порфировые вершины Кольбрикона и Кольбрикона Пикколо. Из деревни также видна группа пиков Фельтрине с характерной пирамидальной вершиной Монте-Павионе.
Посёлок находится в природном парке Паневеджио — Пале-ди-Сан-Мартино.

## История
Первыми постройками на месте Сан-Мартино-ди-Кастроцца были здания религиозного учреждения, хосписа святых Мартино и Джулиано, который принимал путешественников, переходящих через Альпы по перевалу Ролле между долинами Примьеро и Фьемме. От хосписа осталась лишь церковь Сан-Мартино с колокольней в романском стиле. Однако мало что можно с исторической уверенностью сказать о происхождении хосписа и монастыря святых Мартина и Джулиано ди Кастроцца, известного в прошлом как «Кастругиум» или «Каструджа». Традиция связывает его с 1000-ми годами, временами святого Ромуальда, утверждая, что монахи монастыря следовали учению Святого Бенедикта, это были камальдулы и клюнийцы.
Хотя документальные свидетельства этого происхождения отсутствуют, вполне вероятно, что монастырь был основан в XII веке, во время Крестовых походов, когда христианское общество почувствовало необходимость паломничества в Святую Землю. Эти паломничества вдохновили на строительство альпийских богаделен, доверенных религиозным корпорациям для помощи путникам между Западом и Востоком через Альпы; предполагается, что богадельня Кастроцца возникла благодаря епархии Фельтре, под юрисдикцией которой Долина Примьеро находилась до 1786 года.
Настенная живопись в хосписной церкви изображает бородатого монаха в белом платье, похожего на одежду бенедиктинских монахов после Реформации. Это может указывать на то, что монахи Кастроццы пришли после этой эпохи. Рачини, историограф, цитирует постановление епископа Якопо Казалио Фельтрского, предполагая, что эти монахи уже существовали в понтификате Бенедикта X, избранном в 1058 году.
Однако отсутствует документальный источник, объясняющий первоначальную цель хосписа Кастроцца. Можно предположить, что он был предназначен для проживания и питания путников в долинах Фьемме и Примьеро, тем самым выполняя функцию религиозного учреждения для помощи бедным и паломникам. Подобные альпийские хосписы задокументированы в различных регионах, включая Альбиано, Арко, Борго-Вальсугана, Мадонна-ди-Кампильо, Левико-Терме, Наго-Торболе, Номи, Понте-нелле-Альпи, Романо, Роверето, Сан-Пеллегрино, Сенале, Тельве, Тонале, Волано. Из размера здания хосписа можно сделать вывод, что количество монахов было ограничено, возможно, не более восьми. Этих монахов возглавлял глава, которого называли приор, которому помогал министр, также называемый мэром, массаро или провидиторе. Помимо монахов, в монастыре был деревенский персонал для обслуживания хосписа и управления скотоводством, связанным с монастырём.
Документы из хосписа свидетельствуют о том, что монахи участвовали в делах «pro omnibus Fratibus et Sororibus ipsius locis» (с лат. — «для всех братьев и сестер его дома»), что предполагало две возможности: хоспис мог быть основан светской общиной до того, как перешёл к бенедиктинцам, или же репутация бенедиктинцев побуждала людей причислять себя к благотворителям благочестивого хосписа. Утверждается, что хоспис был наделён имуществом, принадлежавшим Генриху I, Генриху Богемскому и другим князьям. Монахи Кастроццы исчезли примерно в 1418 году, и история умалчивает о причинах их ухода, который произошел во время понтификата Мартина V. Монастырь был заменён простым бенефициарием без обязанности заботиться о душах, но с прежними обязательствами гостеприимства по отношению к путникам.
Новый благотворитель, сохранивший титул приора, хотя у него больше не было служащих, не был обязан проживать в Сан-Мартино-ди-Кастроцца и мог быть заменён в своих церковных обязательствах священником, а за владение монастырём сохранялись минорные ордена.
Начало туристическому развитию Сан-Мартино-ди-Кастроцца было положено в конце XIX века, когда состоялись первые исследовательские восхождения английских и немецких альпинистов на Пале. В 1872 году по предложению ирландского альпиниста Джона Болла на территории, прилегающей к старому монастырю-хоспису было начато строительство отеля альпийского отеля Albergo Alpino.
В первом десятилетии XX века Сан-Мартино-ди-Кастроцца уже зарекомендовал себя как туристический курорт и был известен в высшем обществе Австро-Венгрии, частью которой тогда являлся Трентино. В эти первые годы расцвета туризма здесь не было недостатка в известных личностях, таких как Зигмунд Фрейд, король Бельгии и писатель Артур Шницлер.
Во время Первой мировой войны, из-за близости к линии фронта, которая была установлена на самых восточных вершинах хребта Лагорай, сразу же после объявления Италией войны, вся деревня Сан-Мартино, которая до этого состояла почти исключительно из горстки отелей, была подожжена. В этом эпизоде пострадала только церковь, посвященная святым покровителям Мартину и Иулиану, которая была отреставрирована за несколько лет до конфликта, в 1912 году.
Развитие курорта после разрушений Первой мировой войны было очень быстрым и быстро вернуло его к довоенному уровню. В первые годы после войны здесь появился зимний курортный сезон, в том числе благодаря распространению зимних видов спорта. В 1937 году в этом районе был построен первый подъёмник — подъёмник Тоньола, построенный предпринимателем Отто Панцером на склоне, на котором до сих пор действуют лыжные трассы и подъёмники.
Вторая мировая война в значительной степени пощадила деревушку, а имевшиеся здесь крупные отели были реквизированы немецкими властями во время оккупации в 1943 году для использования в качестве военных госпиталей, в основном для офицеров. После окончания Второй мировой войны, чему также способствовало экономическое чудо, в 1950-60-е годы посёлок пережил значительное расширение, а также улучшение гостинично-развлекательного комплекса, сопровождавшееся значительным увеличением зон катания, что сделало Сан-Мартино-ди-Кастроцца одним из самых известных туристических курортов на севере Италии.
В 1952 году здесь проходил третий этап 3-Tre, одного из старейших мировых соревнований по горным лыжам, который выиграл француз Франсуа Бо.
До конца 2015 года Сан-Мартино-ди-Кастроцца частично входил в состав муниципалитета Сирор, а частично — в состав Тонадико. С 2016 года посёлок был полностью включен в новообразованную коммуну Примьеро Сан-Мартино-ди-Кастроцца. Муниципалитет Примьеро Сан-Мартино-ди-Кастроцца был образован 1 января 2016 года в результате слияния муниципалитетов Фьера-ди-Примьеро, Сирор, Тонадико и Трансаккуа.
Это туристический курорт, известный прежде всего тем, что лежит у подножия Пале-ди-Сан-Мартино, а также своими многочисленными лыжными трассами и летним альпинизмом; здесь также проводится ралли Сан-Мартино-ди-Кастроцца.

## Инфраструктура и транспорт

### Дорожное сообщение
- Дорога из Венеции через Тревизо, Фельтре до Сан-Мартино-ди-Кастроцца, и далее через долину Чизмон[итал.], пересекая Фонцазо и огибая озеро Шенер, до Примьеро[итал.].
- Дорога из Падуи через Читтаделлу, Бассано-дель-Граппа до Сан-Мартино-ди-Кастроцца, и далее в Вальсугану и из Примолано (после туннеля длиной около 3 км) до Фонцазо.
- С [[Автострада A22 (Италия)|автострады A22 Модена — Бреннеро]][англ.], съезд Энья—Ора, через Предаццо, Белламонте[итал.], перевал Ролле.

### Канатные дороги
От северо-восточной окраины деревни проходит канатная дорога до Кольверде (1955 м над уровнем моря), где можно пересесть на канатную дорогу (Funivia Rosetta) до северо-восточной окраины Чима-делла-Розетта (вершина 2743 м над уровнем моря). Здесь, в самом сердце группы Пала, можно легко добраться до хижины Розетта (2581 м над уровнем моря) через перевал Розетта (2572 м над уровнем моря).

## В культуре
В Сан-Мартино-ди-Кастроцца происходит действие сюжета новеллы Артура Шницлера «Барышня Эльза». На момент написания романа (1923 год) Сан-Мартино уже не входил в состав Австро-Венгрии.

## Спорт
Сан-Мартино-ди-Кастроцца четыре раза становился пунктом прибытия этапов мужской велогонки «Джиро д’Италия».
Победителями этапов в Сан-Мартино-ди-Кастроцца становились:
- 1954:  Ваут Вегманс[англ.]
- 1982:  Висенте Бельда[англ.]
- 2009:  Стефано Гарцелли после дисквалификации Данило Ди Лука
- 2019:  Эстебан Чавес

Женская Джиро Донне финишировала в Сан-Мартино-ди-Кастроцца дважды:
- 1995:  Фабиана Луперини
- 1996:  Фабиана Луперини

## Галерея

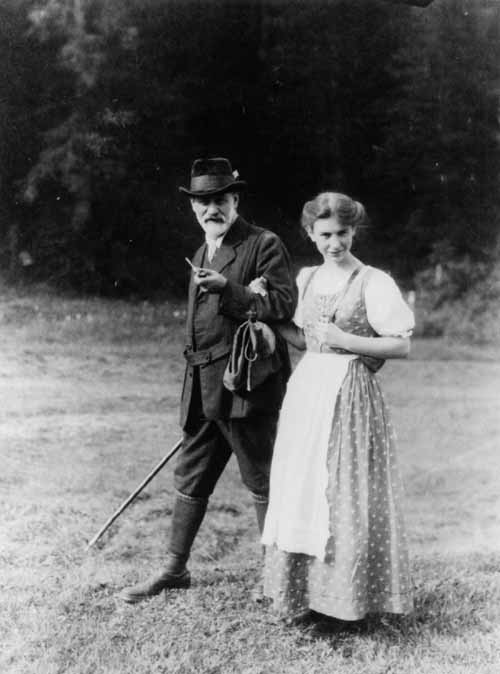
Зигмунд Фрейд с дочерью Анной во время прогулки по Сен-Мартино-ди-Кастроцца в 1913 году
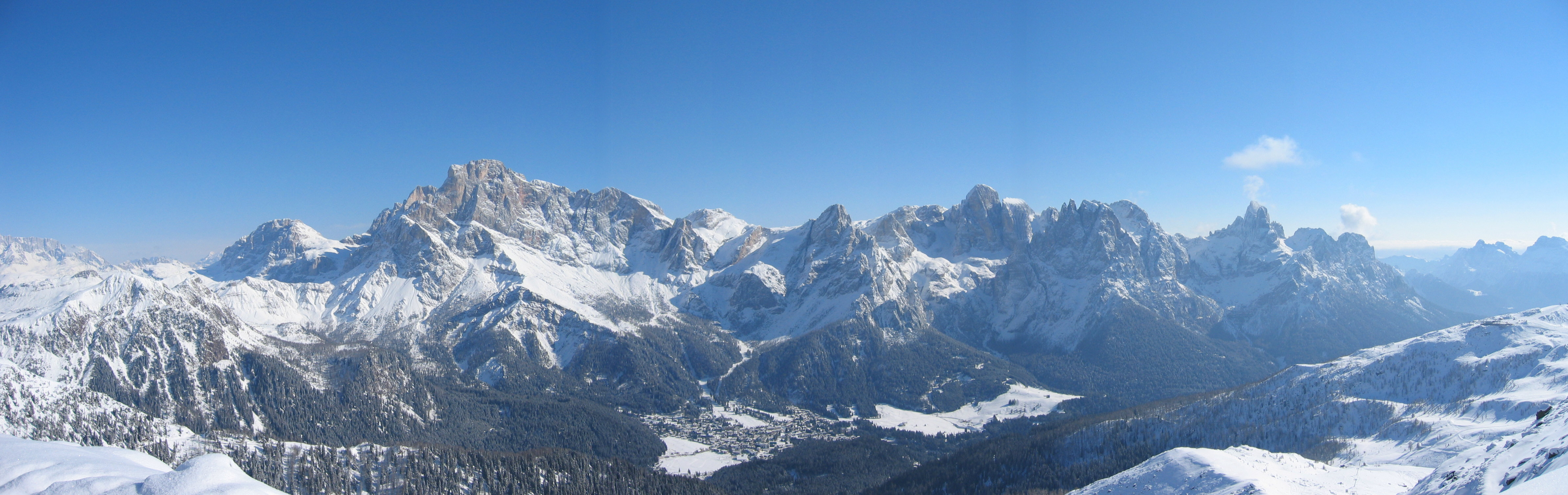
Сан-Мартино-ди-Кастроцца, окружённый горами Пале
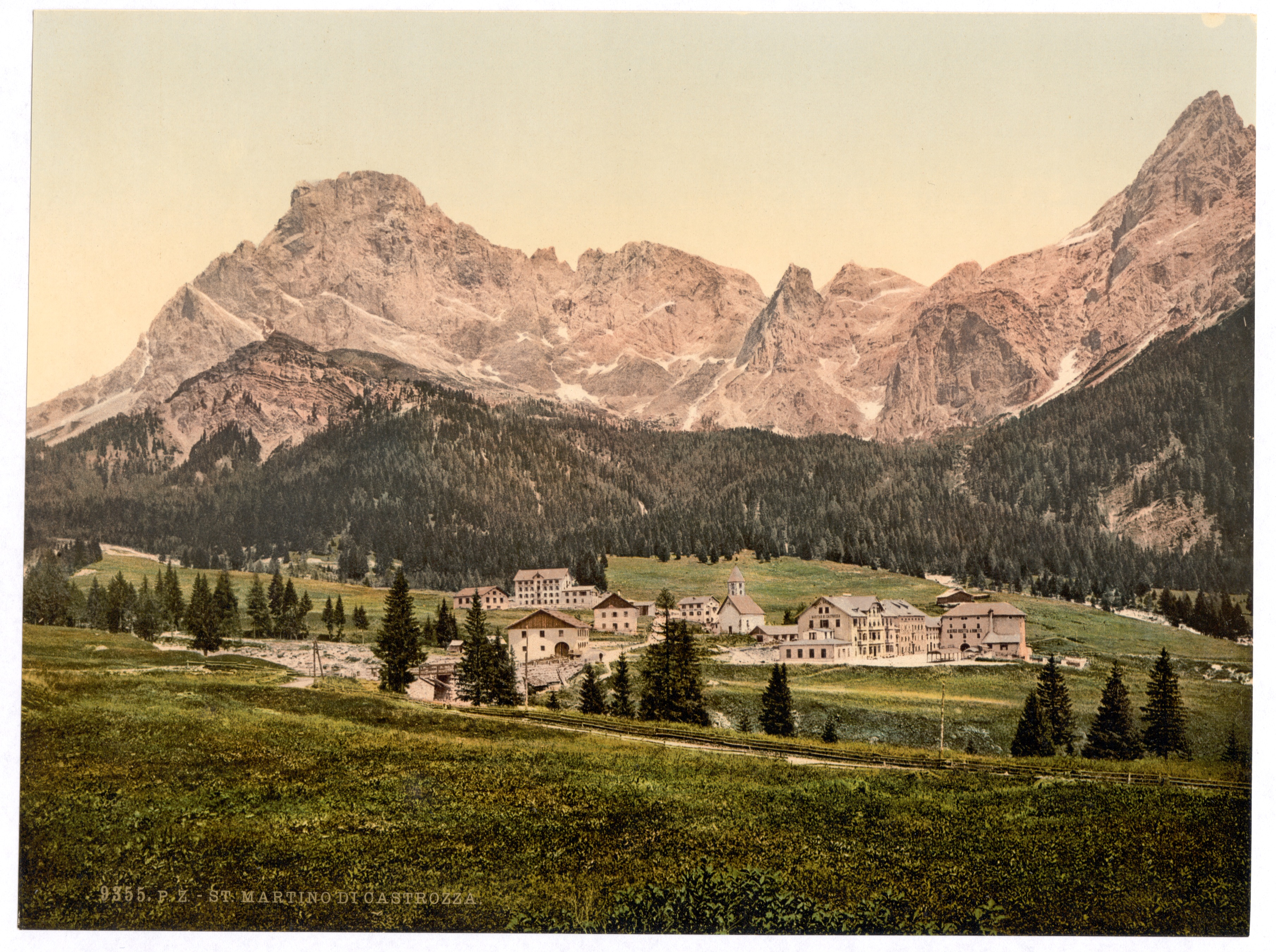
Сан-Мартино-ди-Кастроцца между 1890 и 1900 годами